# Catherine Ziegler Peter
Catherine Ziegler Peter (* 1947 in Solothurn; † 2022 in Zürich) war eine Schweizerin, die sich zeit ihres Lebens für die Chancengleichheit von Frauen einsetzte. Sie lebte in Zürich und ist vor allem als Mitbegründerin der Gesellschaft zu Fraumünster, der Zürcher Frauenzunft, bekannt. 2021 lancierte sie das Projekt "Katharinen-Turm 1524-2024. Reformation im Fraumünster".

## Leben
Catherine Ziegler Peter hatte eine sehr diverse berufliche Laufbahn vorzuweisen, u. a. war sie im Tourismus, in der Politik sowie als Unternehmerin in der Modebranche tätig. Zeit ihres Lebens befasste sie sich stark mit der Chancengleichheit für Frauen.

### Beruflicher Werdegang
Als junge Frau besuchte sie in Solothurn die kantonale Handelsschule. Während Auslandsaufenthalten eignete sie sich mehrere Sprachen an: Französisch, Englisch, Spanisch und Italienisch. Sie erwarb das Wirtepatent und zog eine Karriere als Hotelière in Erwägung. Nachdem sie Lehrgänge am Schweizerischen Ausbildungszentrum für Marketing, Werbung und Kommunikation in Biel besucht hatte, wurde sie PR- und Werbechefin bei Zürich Tourismus. Während der 1970er Jahre bewegte sie sich damit beruflich noch in einem stark männlich geprägten Umfeld. Nach ihrer Zeit bei Zürich Tourismus bewarb sie sich 1979 als Parteisekretärin bei der Zürcher FDP und bekam den Job. 1980 hiess es "Züri brennt", die Jugend rebellierte, jedes Wochenende wurden Barrikaden auf den Strassen errichtet, Molotowcocktails auf Polizisten und Gebäude geworfen, Millionenschäden verursacht. Ziegler Peter setzte dem den Slogan „Züri blüht! FDP“ entgegen, verteilte Krokuszwiebeln und hatte damit grossen Erfolg.
Zudem hatte sie angeblich einen „Draht ins Jenseits“ und war Diplomierte Reinkarnationsanalytikerin ECPS (European Centre for Past-Life Sciences).